# Callidiini
Los calidiínos (Callidiini) son una tribu de coleópteros crisomeloideos de la familia Cerambycidae.
La tribu comprende más de 25 géneros distribuidos en todos los continentes excepto la Antártida. La mayor diversidad de la tribu se encuentra en la región Holártica - América del Norte y el norte de Eurasia.

## Géneros
- Agada Fairmaire, 1892
- Callidiellum Linsley, 1940
- Callidium Fabricius, 1775
- Calydon Thomson, 1864
- Delagrangeus Pic, 1892
- Dolomius Fairmaire, 1903
- Dundaia Holzschuh, 1993
- Elatotrypes Fisher, 1919
- Gerdberndia Holzschuh, 1982
- Idiocalla Jordan, 1903
- Leioderes Redtenbacher, 1849
- Lioderina Ganglbauer, 1885
- Lucasianus Pic, 1891
- Melasmetus Reitter, 1912
- Meriellum Linsley, 1957
- Oupyrrhidium Pic, 1900
- Paraxylocrius Niisato, 2009
- Phymatodes Mulsant, 1839
- Physocnemum Haldeman, 1847
- Pnigomenus Bosq, 1951
- Poecilium Fairmaire, 1864
- Prionopsis Fairmaire, 1886
- Pronocera Motschulsky, 1859
- Prosemanotus Pic, 1933
- Pyrrhidium Fairmaire, 1864
- Rejzekius Adlbauer, 2008
- Ropalopus Mulsant, 1839
- Semanotus Mulsant, 1839
- Teorotrium Fairmaire, 1901
- Thrichocalydon Bosq, 1951
- Turanium Baeckmann, 1923
- Xylocrius LeConte, 1873